# Rainer Hermann
Rainer T. Hermann (geboren 15. Juni 1956 in Lörrach) ist ein deutscher Islamwissenschaftler und Journalist.

## Leben
Rainer Hermann studierte Volkswirtschaftslehre, ab dem dritten Semester auch Islamwissenschaft (Arabisch, Persisch, Türkisch) an der Universität Freiburg im Breisgau, der Universität Rennes 2, der Universität Basel und in Damaskus. In Freiburg machte er die Prüfung zum Diplomvolkswirt und wurde dort 1989 bei Werner Ende mit einer Arbeit über Muhammad Kurd Ali und die moderne syrische Geistesgeschichte zum Dr. phil. promoviert.
Hermann arbeitete zunächst als Redakteur bei der Bundesstelle für Außenhandelsinformation (BfAI) in Köln. Er war 1990 in der Zeit des irakischen Einmarsches Korrespondent in Kuwait. Ab 1991 war er Korrespondent der BfAI in Istanbul. Er behielt seinen Einsatzort, als er 1998 in die Wirtschaftsredaktion der Frankfurter Allgemeinen Zeitung (FAZ) eintrat. Als Korrespondent der FAZ wechselte er 2008 nach Abu Dhabi. Im Jahr 2012 kehrte er in das Politikressort der Zentralredaktion der FAZ nach Frankfurt am Main zurück und arbeitete dort bis 2023 zur Türkei, der arabischen Welt und dem Iran. Auch nach seinem Ausscheiden als festes Mitglied der Redaktion veröffentlichte er weiterhin Artikel für die FAZ und andere Medien über seine regionalen Schwerpunkte.
Hermann ist Autor von mehreren Büchern über die Türkei und die arabische Welt.

## Schriften (Auswahl)
- Afghanistan verstehen. Geografie, Geschichte, Glaube, Gesellschaft. Klett-Cotta 2022, ISBN 978-3-608-98656-3.

- Die Achse des Scheiterns. Wie sich die arabischen Staaten zugrunde richten. Klett-Cotta 2021, ISBN 978-3-608-98450-7.
- Arabisches Beben: Die wahren Gründe der Krise im Nahen Osten. Klett-Cotta, Stuttgart 2018, ISBN 978-3-608-96211-6.
- Endstation Islamischer Staat? Staatsversagen und Religionskrieg in der arabischen Welt. Deutscher Taschenbuch-Verlag, München 2015, ISBN 978-3-423-34861-4.
- Die Golfstaaten: wohin geht das neue Arabien? Deutscher Taschenbuch-Verlag, München 2011, ISBN 978-3-423-24875-4.
- Krisenregion Nahost. Vontobel-Stiftung, Zürich 2010.
- Türkei. Vontobel-Stiftung, Zürich 2009 (mit Illustrationen von Martial Leiter).
- Wohin geht die türkische Gesellschaft? Kulturkampf in der Türkei. Deutscher Taschenbuch-Verlag, München 2008, ISBN 978-3-423-24682-8.
- Kulturkrise und konservative Erneuerung: Muḥammad Kurd ʻAlī (1876-1953) und das geistige Leben im Damaskus zu Beginn des 20. Jahrhunderts. P. Lang, Frankfurt am Main u. a. 1990 (zugleich: Dissertation Freiburg im Breisgau 1989), ISBN 3-631-42583-X.